# Água Revés e Crasto
Água Revés e Crasto is een plaats (freguesia) in de Portugese gemeente Valpaços en telt 415 inwoners (2001).